# Грб Форарлберга
Грб Форарлберга је званично усвојен 1923. године.
Форарлберг се први пут помиње у 9. веку и све до 12. века био је посед грофовије Брегенц. Њихови наследници, грофовија Монфор, постепено губи територију од херцога Аустрије. Године 1376. већи део старог Форарлберга постао је посед Аустрије. Касније су овој покрајини прикључене још неке мање територије, а задње проширење је из 1814. године.
Форарлберг није имао свој грб све до 1863. када им је цар Франц Јозеф I доделио прилично компликован грб. Штит је био подељен на девет поља:
I : грб града Брегенц. Брегенц је постао део Аустрије 1523. године;

II : грб округа Зоненберг (који је постао део Аустрије 1474), златно сунце изнад планине на плавом пољу;

III : бела црква са црвеним кровом на сребреном пољу, грб је окружен са два мала сребрна штита са црним крстовима. Овај грб је скициран на основу старог печата града Фелдкирха; 

IV : грб града Блуденца; 

V : грб историјске грофовије Монтфор, показује црвену заставу на сребром пољу; 

VI : златни козорог на плавом пољу, грб грофовије Хохенемс; 

VII : грб града Дорнбирн;

VIII : две црне тастере на сребреном пољу, за манастир Светог Петра у Блуденцу; 

Штит је окружен плаштом, као IХ део грба.
Садашњи грб је одобрен 1923. године и задржао је само бивши грб грофовије Монтфор, који се на старом грбу налазио као у V пољу.